# Karelia (Band)
Karelia ist eine französische Heavy-Metal-Band, die 2000 von Lionel Vest und Matthieu Kleiber gegründet wurde.

## Geschichte
Die erste Veröffentlichung Karelias war im Jahr 2000 ein gleichnamiges Demo.
Ihr erstes Album Usual Tragedy wurde 2004 bei der deutschen Plattenfirma Drakkar Records veröffentlicht. Es bestand aus vielen orchestralen Arrangements, weshalb die Band zum Symphonic Metal gezählt wird. Usual Tragedy ist ein Konzeptalbum über einen Mann, der beide Weltkriege miterleben musste.
Ihr zweites Studioalbum Raise, 2005 auch bei Drakkar Records erschienen, ist nicht so orchestral wie Usual Tragedy, hat aber die gleiche dunkle, melancholische Atmosphäre wie das erste Album.
Im Januar 2007 verließ der Keyboarder Bertrand Maillot die Band und Jack Ruesch wurde als zweiter Gitarrist verpflichtet.
Im Juni 2007 beendete Karelia die Aufnahmen zu ihrem dritten Album Restless. Das Album sollte ursprünglich im September/Oktober 2007 erscheinen. Das Album erschien dann aber erst im April 2008 bei dem französischen Label Season of Mist.
Im Herbst 2007 spielte Karelia als Vorband für die drei französischen Konzerte der Scorpions. Auch 2010 trat die Band wieder bei den französischen Konzerten der Scorpions auf.

## Diskografie

### Alben
- 2004: Usual Tragedy
- 2005: Raise
- 2008: Restless
- 2011: Golden Decadence

### Demos
- 2000: Karelia